# 圣科斯坦蒂诺-阿尔巴内塞
圣科斯坦蒂诺-阿尔巴内塞（義大利語：San Costantino Albanese），是意大利波坦察省的一个市镇。总面积37平方公里，人口823人，人口密度22.2人/平方公里（2009年）。ISTAT代码为076075。